# Tip e Tap
Tip e Tap (Mortimer "Morty" e Ferdinand "Ferdie" Fieldmouse) sono due personaggi dei fumetti della Walt Disney Company, creati nel 1932 da Floyd Gottfredson come una coppia di piccoli gemelli affidati a Topolino.
Dal loro esordio nelle strisce giornaliere di Topolino, i due bambini sono stati spesso affidati alla custodia dello zio e annoverano anche alcune apparizioni nel campo dell'animazione.

## Origini e sviluppo dei personaggi
La prima apparizione di Tip e Tap risale alla tavola domenicale del 18 Settembre 1932, allorquando la signora Topolonia o Radicampo (a seconda delle traduzioni, in originale Mrs. Fieldmouse) affida questi bambini a Topolino perché badi a loro in sua assenza; la signora sembra essere una semplice conoscente di Topolino, anche se qualcuno successivamente ha supposto che potesse trattarsi della cognata, ma in ogni caso i due chiamano da subito Topolino affettuosamente "zio" (unca), e si rivelano degli incontenibili discoli; dopo che la madre viene a riprenderseli, i due in teoria sono destinati a non apparire più, ma vengono "sostituiti" nelle tavole domenicali dei successivi tre anni da un nutrito gruppo di topolini orfani chiamati "i vispi nipotini", perché anche questi ne combinano di tutti i colori, che di tanto in tanto affollano la casa di Topolino, e sono ripresi dall'animazione, dove inizialmente Topolino e Minni avevano avuto a che fare con dei vivaci gattini (Gli orfani di Topolino, 1931), mentre in L'incubo di Topolino (1932) era comparsa per la prima volta una schiera di topolini, in quell'occasione figli di Topolino che sognava di sposare Minni e vivere una vita coniugale fin troppo movimentata. Nel 1934, anche nell'animazione fanno una fugace apparizione i due gemelli originari, affidati a Minni nel corto Mickey's Steam Roller, mentre è nel 1935 che nei fumetti ritornano Tip e Tap, ripresi in particolare per svolgere in ruolo di "guastafeste" nei confronti di Paperino nelle tavole domenicali; il fumettista inglese Wilfred Haughton si preoccupa persino di spiegare la scomparsa di tutti gli altri topolini in una macabra illustrazione. Nell'animazione, però, i topolini torneranno sempre in gruppo, e non saranno mai veri e propri nipoti di Topolino, riapparendo in corti come Scampagnata (1936) o Facciamo la festa a Pluto (1952); poi, nel 1983 nel Canto di Natale di Topolino, si possono identificare gli originali Tip e Tap nei due figli maschi di Topolino/Bob Cratchit, di cui uno è il piccolo Tim.
Nel 1939, Floyd Gottfredson promuove Tip e Tap a far parte del cast dei personaggi delle strisce giornaliere di Topolino con la storia Topolino e Pippo al campeggio, e i due, al pari di quanto accaduto con Qui, Quo e Qua per Paperino, iniziano a risiedere abbastanza stabilmente a casa di Topolino (pur senza prendere parte alle sue avventure in giro per il mondo) senza che si sappia più nulla della madre. Fino al 1943 appaiono in coppia e con indosso dei grembiulini molto infantili, in particolare intensificando la loro presenza nelle strisce a causa dell'arrivo della seconda guerra mondiale, che trasforma per un breve periodo le strisce di Topolino da avventurose a comiche e "domestiche"; i due sono protagonisti, insieme allo zio, della breve storia Topolino - Vacanza incivile (strisce giornaliere dal 31 maggio al 26 giugno 1943), che è anche l'ultima in cui compare Tap (Ferdie), per decisione degli autori delle strisce. Gottfredson decide di eliminare Tap perché «i due gemellini assomigliavano troppo ai nipotini di Paperino, così decisi di eliminare Tap per sviluppare meglio la personalità di Tip, facendone una specie di genietto della meccanica». Tap scompare anche dalle tavole domenicali: l'ultima fu quella del 19 dicembre 1943.
Nella striscia del 26 ottobre 1943, facente parte della storia Topolino e la cassetta elettronica, Tip appare per la prima volta senza il fratello e con un nuovo look: non indossa più il grembiule. Gottfredson ricorda:
Tap, tuttavia, continuò ad essere impiegato nelle storie prodotte appositamente per i comics.
Tip invece continuò ad apparire da solo nelle strisce giornaliere, rivestendo un ruolo importante soprattutto nelle strisce del periodo 1953-1955; nella storia Topolino e l'orfanello riformato (1954) Tip e i suoi amici boy-scout riescono a sgominare da soli una banda di criminali; nella storia Topolino e il ritorno di Davy Crockett (1955) fa amicizia con il piccolo Davy, un ragazzino che crede di essere Davy Crockett; dal 5 ottobre 1955 le strisce di Topolino diventano autoconclusive, e Tip continuerà ad apparirvi, spesso affiancato dall'amichetto Alvin introdotto nel 1956.

### Versioni estere
In Italia i gemellini non sono stati usati molto spesso, e Romano Scarpa, emulo di Gottfredson, era solito inserire solo Tip nelle storie; dagli anni ottanta cominciarono ad apparire più frequentemente e, come altri personaggi secondari, tornarono definitivamente alla ribalta negli anni novanta. Comunque, a differenza di Qui, Quo e Qua per Paperino, non sono mai diventati inquilini stabili della casa di Topolino, almeno non come lo fu Tip nelle strisce giornaliere di Gottfredson fino al 1975, quindi si lascia intendere che quando non sono a casa dello zio risiedano presso i propri genitori. In molte storie degli ultimi anni novanta, in cui vengono svecchiati dal punto di vista dell'abbigliamento abbandonando le storiche salopette e il cappellino da meccanico, sono mostrati ormai pre-adolescenti: si fidanzano e hanno veri e propri ruoli da protagonisti, come nella storia noir Topolino e la scomparsa di Tip (1996) di Perina/Salvatori.
Tutt'oggi sono abbastanza usati, e sono stati protagonisti assoluti della serie di Alessandro Sisti e del disegnatore Claudio Sciarrone a tema fantascientifico Foglie rosse, insieme con la loro band musicale di amici, Dave, Lenny e Debbie (nella storia della serie si possono cogliere citazioni musicali e cinematografiche degli anni ottanta, come avviene nella serie televisiva Stranger Things, a cui l'autore dichiara di essersi ispirato). I due percorsi proseguono con le storie successive, come X-Music, in cui la band di Tip e Tap compete con quella di Qua. 
Tip e Tap riappaiono nella nuova serie fantascientifica a fumetti per Disney Publishing Worldwide realizzata dagli autori Alessandro Ferrari e Riccardo Pesce sui disegni di Giada Perissinotto, Ciro Cangialosi, Lorenzo Pastrovicchio, Luca Usai, Cristina Stella, Michela Frare, Giovanni Preziosi e Giovanni Marcora, intitolata Star Force - Rebel Academy, insieme con Qui, Quo e Qua (i nipotini di Paperino), Emy, Ely ed Evy (le nipotine di Paperina), Newton Pitagorico (il nipotino dell'inventore Archimede) e, infine, i loro nuovi amici Cip, Chlea, George, Gala e Lattuga che formano una squadra di giovani eroi dell'Accademia Ribelle per combattere contro le forze oscure della Dark Horde, gestita dal malvagio Professor Tenebra con il suo assistente Pic e i suoi diabolici studenti (Negas, 
Van Fosco, Tot, Kenebo, Mega Wen e Zero).
Per quanto riguarda il fumetto danese, dal 2000 la Egmont produce una serie di storie a tema calcistico con protagonisti i due personaggi, Riverside Rovers, in cui è stata reintrodotta la signora Fieldmouse.